# Shabban Shahab-ud-Din
Shabban Shahab-ud-Din (8 november 1909 - 6 januari 1983) was een Indiaas hockeyer. 
Shahab-ud-Din won met de Indiase ploeg de olympische gouden medaille in 1936.

## Resultaten
- 1936  Olympische Zomerspelen in Berlijn